# Młynarski (album)
Młynarski – album zespołu Raz, Dwa, Trzy wydany 24 września 2007, składający się z coverów piosenek Wojciecha Młynarskiego. Nagranie zarejestrowano 10 czerwca 2007 podczas koncertu w Studiu Koncertowym im. Agnieszki Osieckiej w Radiowej Trójce.

## Lista utworów
1. „Idź swoją drogą” – 08:24
2. „Tak jak malował pan Chagall” – 06:32
3. „Przetrwamy” – 05:22
4. „Piosenka Wańki Morozowa” – 04:04
5. „Moskwa - Odessa” – 07:01
6. „Jesteśmy na wczasach” – 06:59 (gościnnie Wojciech Młynarski)
7. „Absolutnie” – 06:00
8. „Polska miłość” – 08:29
9. „Piosenka starych kochanków” – 08:29
10. „Bynajmniej” – 06:35
11. „Jeszcze w zielone gramy” – 08:01

## Single
1. „Jesteśmy na wczasach” (5 lipca 2007)
2. „Absolutnie”
3. „Piosenka starych kochanków”

## Twórcy
- Adam Nowak – gitara akustyczna, śpiew
- Mirosław Kowalik – gitara basowa, chórki, kontrabas
- Jacek Olejarz – perkusja
- Grzegorz Szwałek – akordeon, klawinet
- Jarosław Treliński – gitara akustyczna, śpiew

### Gościnnie
- Thomas Celis Sanchez – instrumenty perkusyjne
- Marta Groffik – chórki

## Sprzedaż
| Oficjalna Lista Sprzedaży OLiS |    |    |    |    |    |    |    |    |    |    |    |    |    |    |    |    |    |    |    |    |    |    |    |    |    |
| Tydzień                        | 01 | 02 | 03 | 04 | 05 | 06 | 07 | 08 | 09 | 10 | 11 | 12 | 13 | 14 | 15 | 16 | 17 | 18 | 19 | 20 | 21 | 22 | 23 | 24 | 25 |
| Pozycja                        | 39 | 1  | 1  | 1  | 1  | 2  | 2  | 3  | 4  | 3  | 5  | 6  | 6  | 5  | 7  | 5  | 4  | 4  | 6  | 12 | 13 | 25 | 25 | 24 | 28 |
| Tydzień                        | 26 | 27 | 28 | 29 | 30 | 31 | 32 | 33 | 34 | 35 | 36 | 37 | 38 | 39 | 40 | 41 | 42 | 43 | 44 | 45 | 46 | 47 | 48 | 49 | 50 |
| Pozycja                        | 26 | 35 | -  | 15 | 19 | 20 | 22 | 34 | -  | 45 | -  | -  | -  | 43 | 46 | 29 | 26 | 40 | 33 | -  | -  | -  | -  | -  | -  |

### Certyfikaty
- 17 października 2007 – złota płyta[2]
- 19 listopada 2007 – platynowa płyta[3]
- 12 marca 2008 – podwójnie platynowa płyta[4]